# Termonde
Termonde (en néerlandais : Dendermonde) est une ville néerlandophone de Belgique, chef-lieu d'arrondissement situé dans la province de Flandre-Orientale en Région flamande, dans le Denderstreek.
Centre administratif et de services intermédiaires doté de tous les équipements d'une ville régionale, Termonde rassemblait 47 539 habitants en janvier 2025. Le palais de justice de Termonde est situé près de la Grande Place.

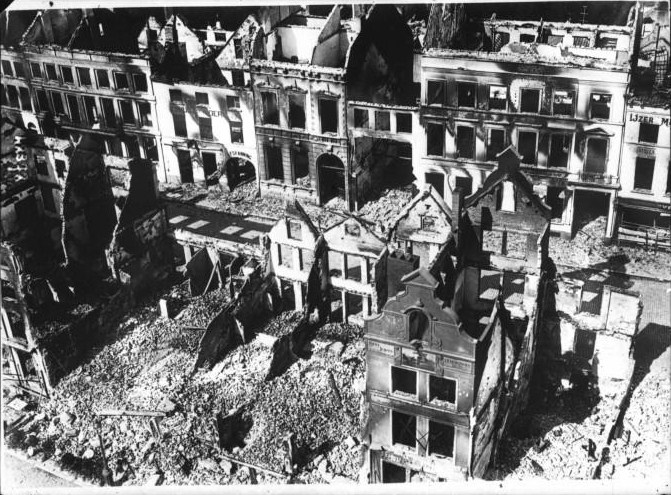
Vue aérienne du centre de Termonde bombardé et incendié en 1914.

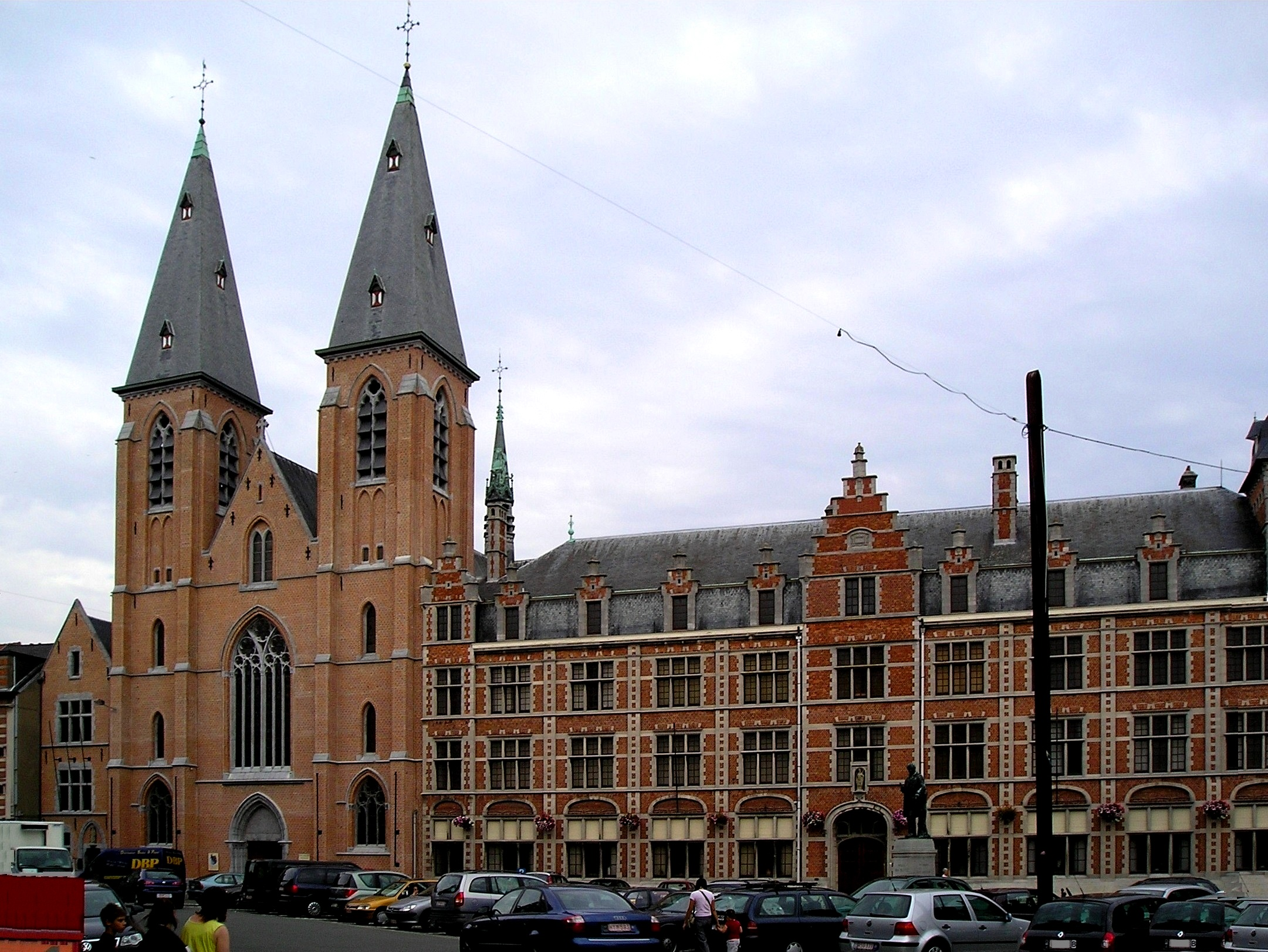
Abbaye Saints-Pierre-et-Paul.

La ville se situe au confluent de l'Escaut et de la Dendre, d'où son nom en néerlandais Dendermonde qui signifie « embouchure de la Dendre ».
Elle est située au centre du triangle Bruxelles – Anvers – Gand (la zone la plus densément peuplée de Belgique), et est le centre d'une conurbation (avec les communes de Buggenhout, Hamme, Lebbeke, Lokeren, Waasmunster et Zele) comptant environ 170 000 habitants.
Leen Dierick (CD&V) est le bourgmestre de Termonde depuis janvier 2024.

## Histoire
La seigneurie de Termonde (Land van Dendermonde) a été acquise au XIe siècle, peut-être à la suite d'un mariage, par la famille gantoise qui exerçait l'avouerie de Saint-Bavon.
Termonde était le capital du Land van Dendermonde.
Reingot de Termonde, fils de Reingot le Chauve de Gand, mourut le 3 octobre 1106. On suppose qu'il laissa une fille qui fut mariée à Daniel, petit-fils de Baudouin Ier d'Alost. Tout comme son cousin Iwan, seigneur d'Alost, Daniel joua un grand rôle dans les événements qui assurèrent à Thierry d'Alsace l'héritage de la Flandre.
C'est probablement Thierry d'Alsace ou peut-être avant lui Charles le Bon qui accepta l'inféodation de Termonde en y ajoutant certaines terres de son propre domaine. La seigneurie devint donc un fief flamand.
La famille de Reingot s'est maintenue en possession pendant le XIIe siècle et la première moitié du XIIIe. Daniel eut pour successeur Gautier Ier, Gautier II, Mathilde, fille de Gautier II, qui épousa Guillaume II, seigneur de Béthune ; enfin, Robert, leur fils, qui mourut en 1248.
Mathilde, fille de Robert, épousa, probablement en 1245, Gui de Dampierre, et, comme elle n'avait qu'une sœur, Élisabeth, qui obtint une autre part de l'héritage, Termonde passa au comte en même temps que Béthune.
Par ce mariage, Gui s'était substitué aux seigneurs de cette terre et se trouvait propriétaire d'un alleu qui n'avait, dans sa partie essentielle, jamais été relevé de la puissance impériale.
Gui de Dampierre remit Termonde en apanage à son fils Robert et celui-ci le transmit, avec Richebourg, à son frère Guillaume (1286). Guillaume soutint que Termonde étant un alleu, il n'en devait point l'hommage à Robert ; le débat n'était pas terminé quand Guillaume mourut, mais son fils Guillaume (II de Termonde) fut amené à reconnaître, en 1313, que son grand-père Gui n'avait pas entendu se dessaisir du domaine direct de la seigneurie et que, par conséquent, son père Guillaume n'avait pu le recevoir de Robert qu'à titre de fief flamand.
Des trois fils de Guillaume et d'Alix de Clermont-Nesle, Gui obtint la seigneurie de Richebourg, Guillaume II mourut sans postérité, avant 1321, et Jean, héritier de Termonde et de Nesle, fut tué en 1325, lors de l'incendie de Courtrai. Il laissa pour lui succéder sa fille Marie, qui épouse Ingelger d'Amboise. Philippe VI, à l'occasion du mariage de Louis de Male avec Marguerite de Brabant, promit de s'employer pour obtenir d'eux la rétrocession de Termonde. C'est ce qui se réalisa en 1355, le 3 juillet.
Marguerite de Male et les ducs de Bourgogne, ses descendants, conservèrent Termonde comme un alleu rattaché à la Flandre.
13 novembre 1792 combat de Termonde entre les troupes Françaises et Autrichiennes.
Pendant la Première Guerre mondiale, du 4 au 6 septembre 1914, presque toutes les maisons et les bâtiments publics du centre-ville ont été détruits par le bombardement de l'armée allemande. Le panache de fumée de l'incendie pouvait être vu dans le pays de Waes et à Heusden, près de Gand. La population vivait dans les sous-sols et les casernes. L'hôtel de ville et le beffroi ont été brûlés, de sorte que les archives de la ville ont été perdues. Des habitants de Termonde et du village voisin de Saint-Gilles, pris comme otages, ont été déportés en Allemagne.

## Patrimoine

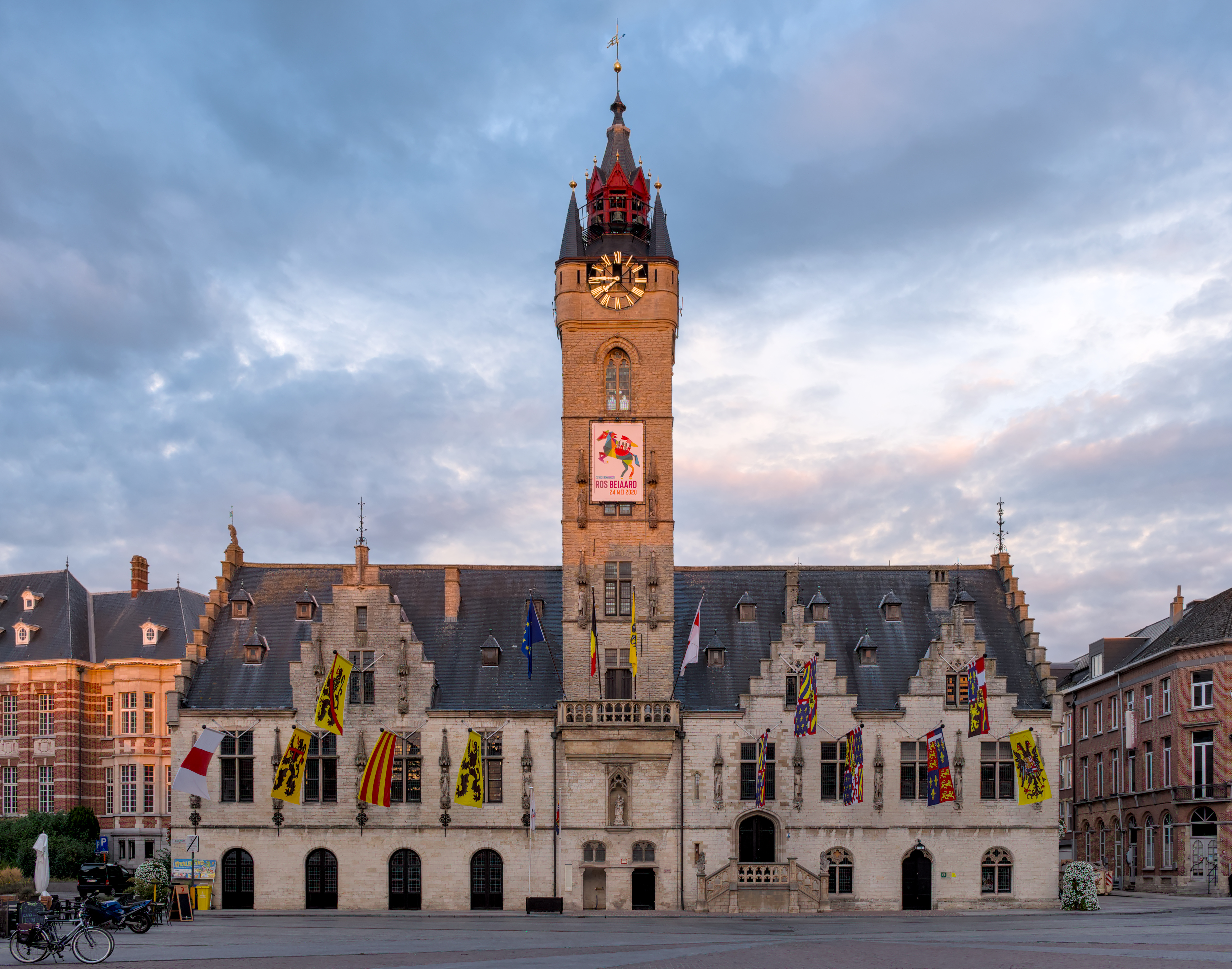
L'hôtel de ville et beffroi.

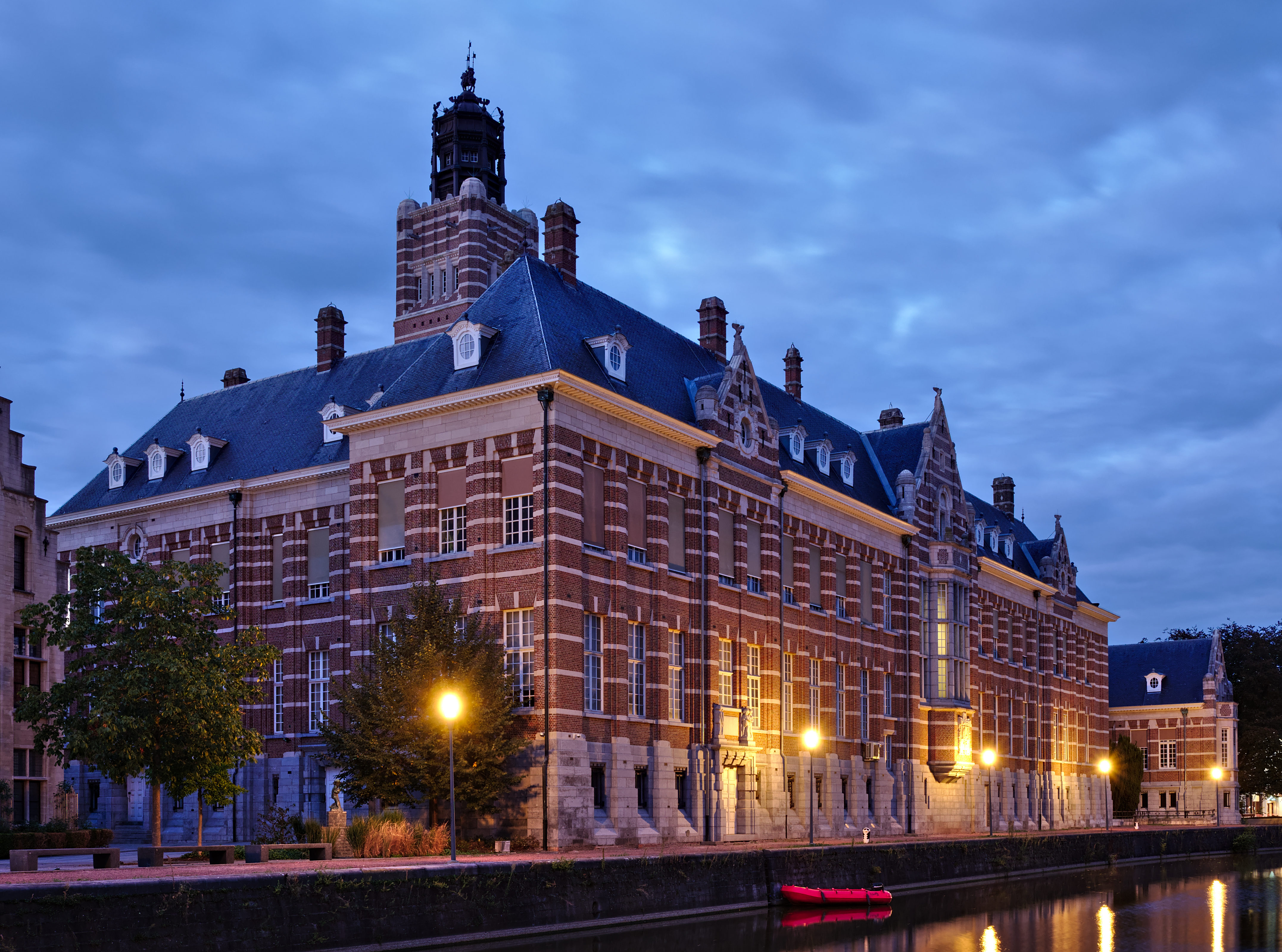
Le palais de justice.

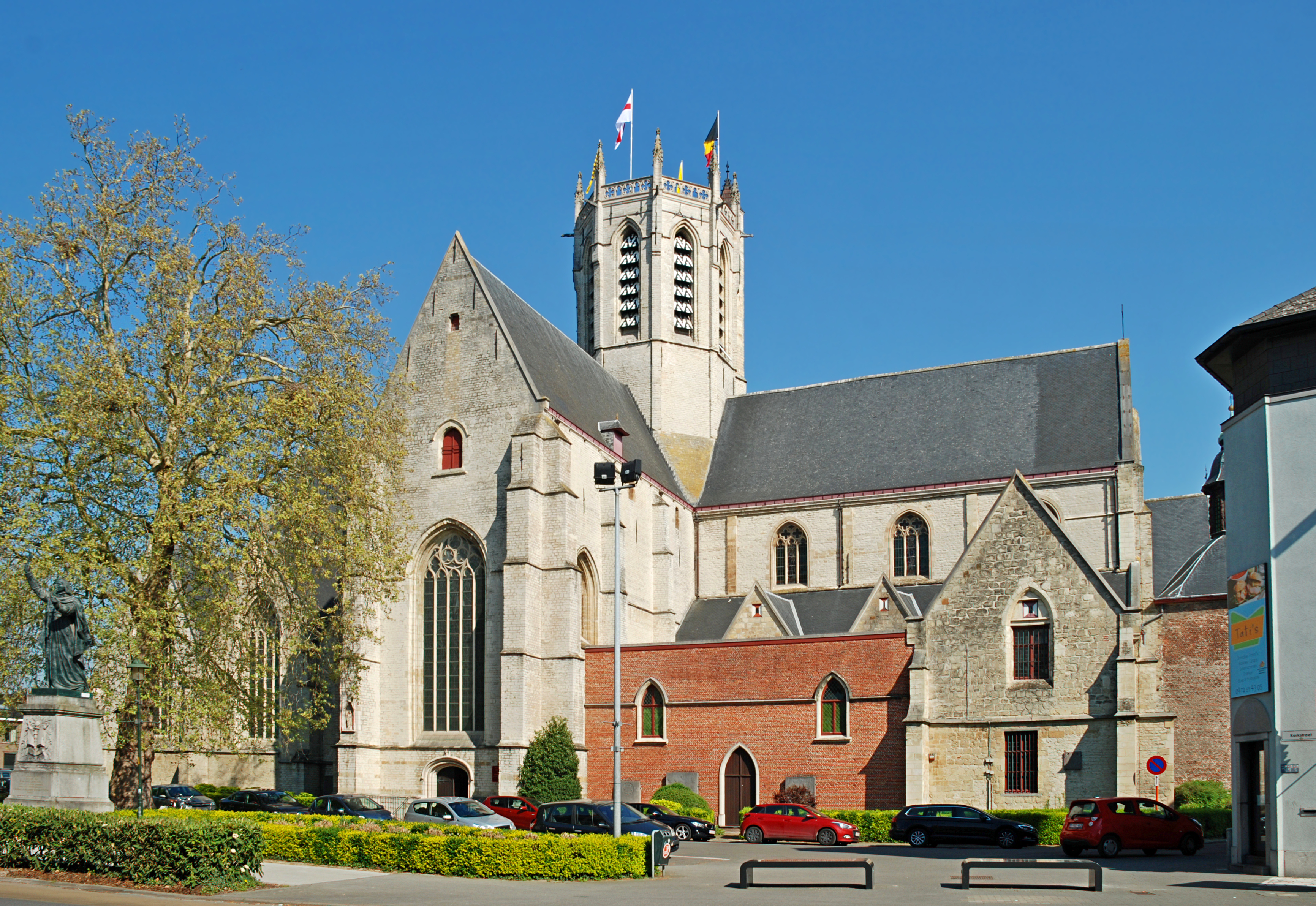
L'église Notre-Dame de Termonde.

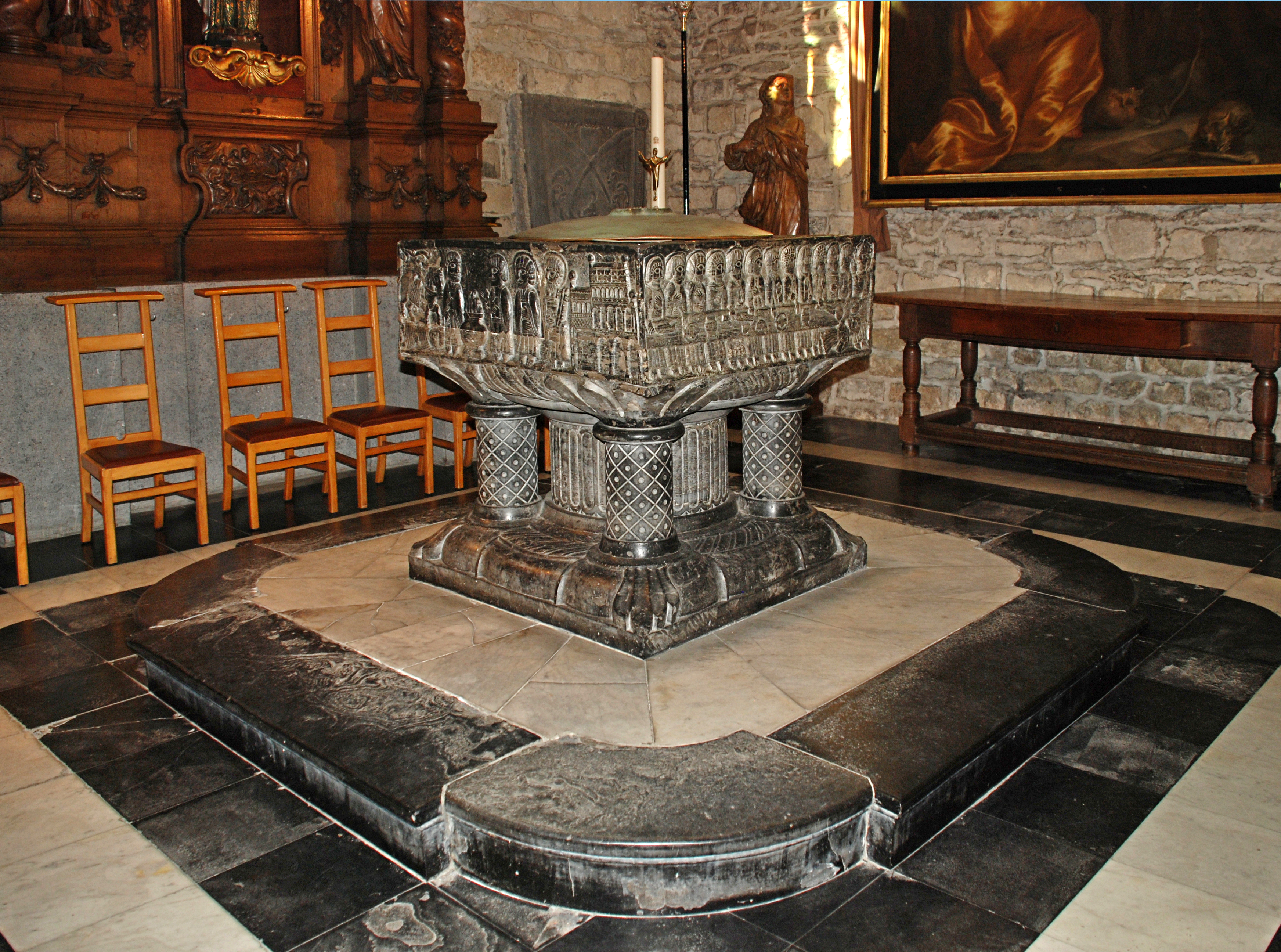
Les fonts baptismaux de Termonde.

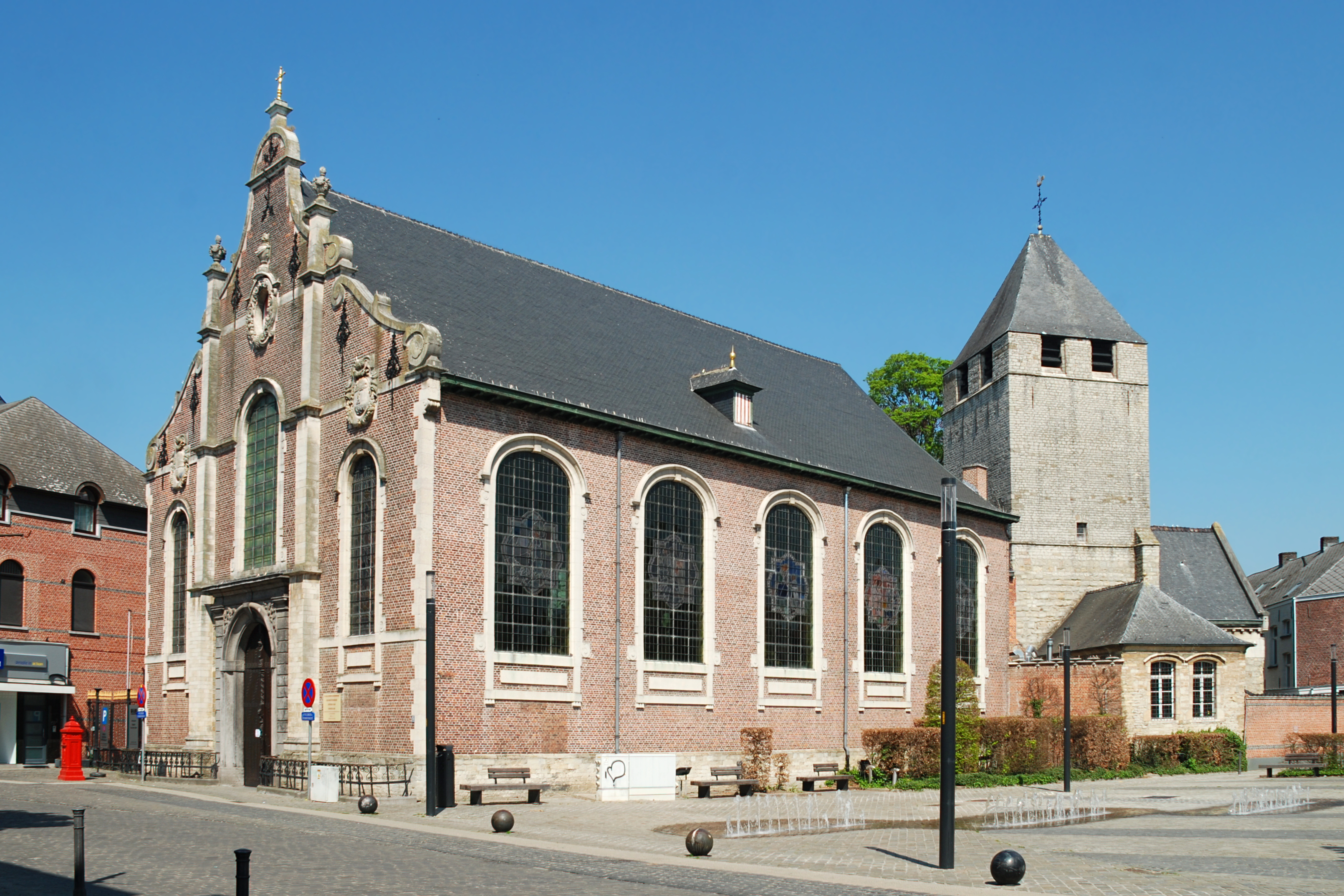
L'église Saint-Gilles de Termonde.

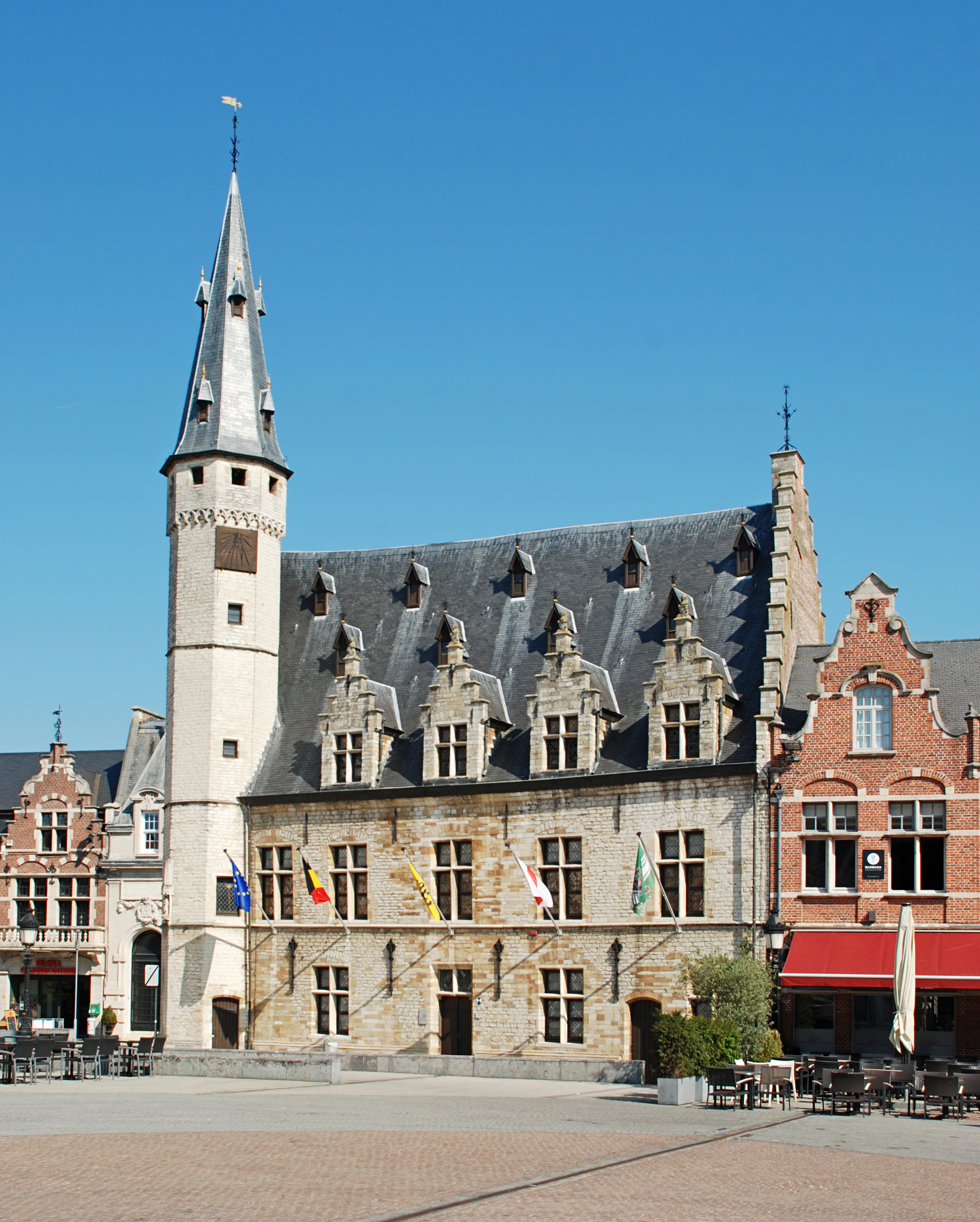
La Halle aux viandes de Termonde.

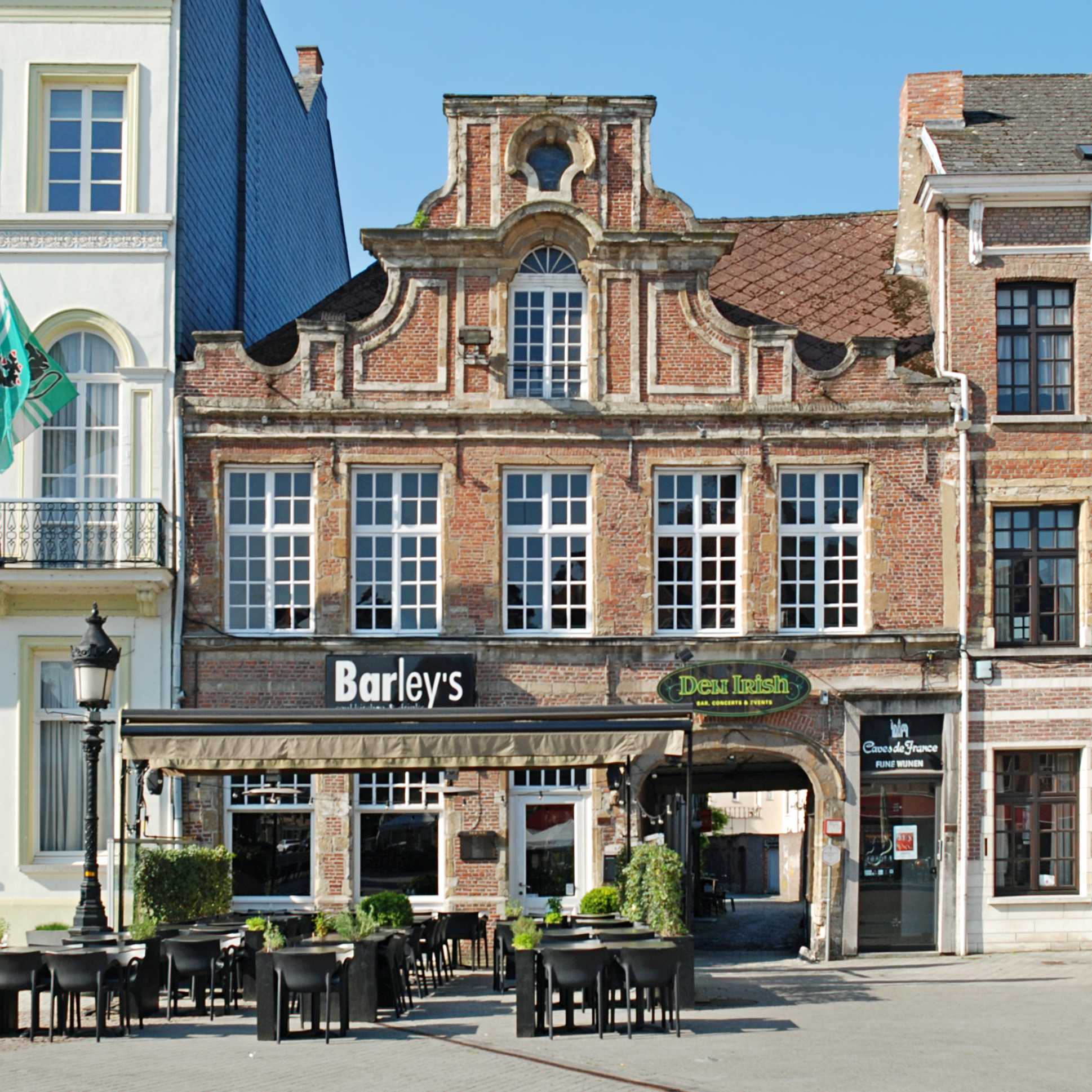
La Maison de la Tête d'Or.

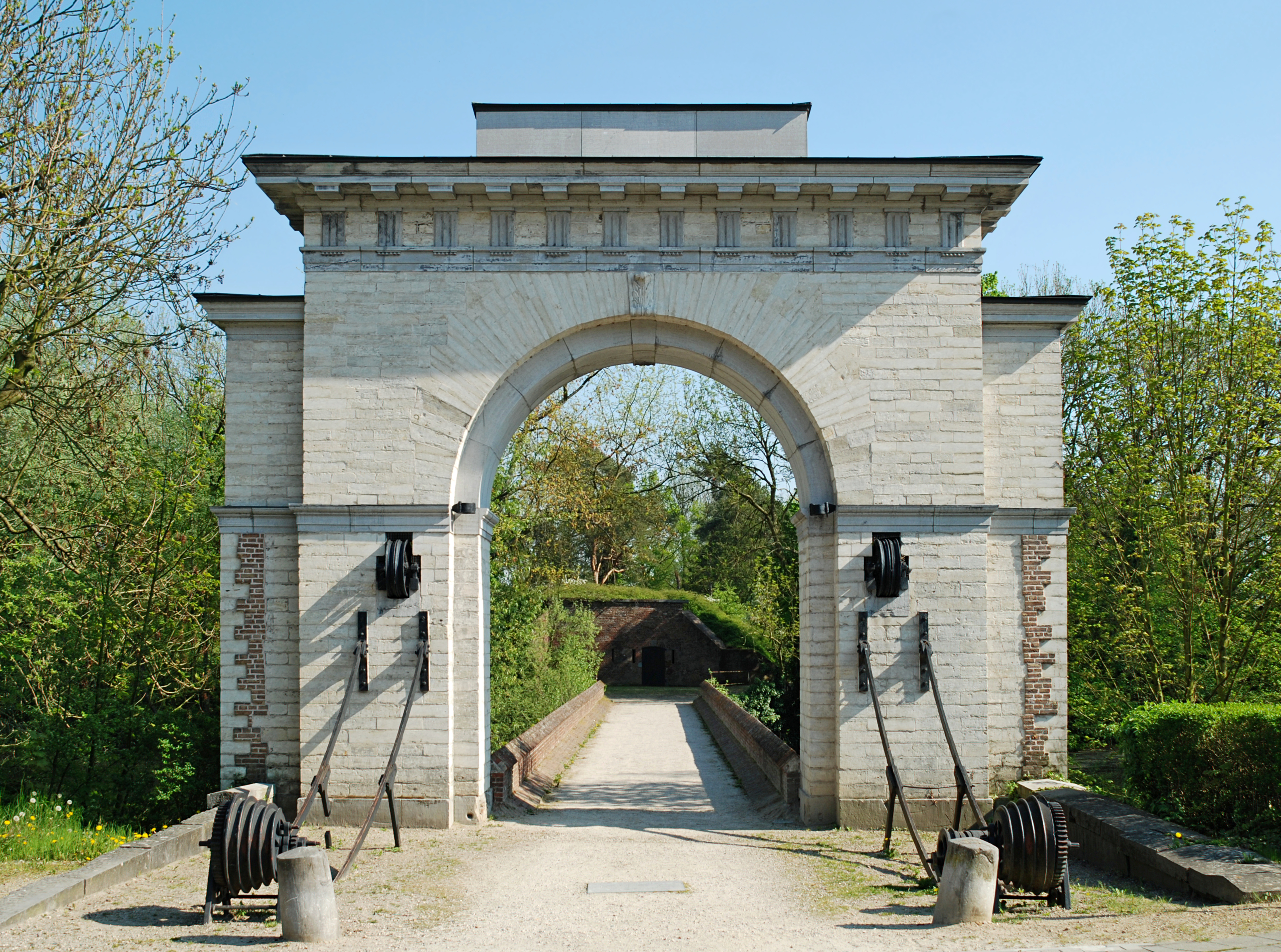
La Porte de Bruxelles.

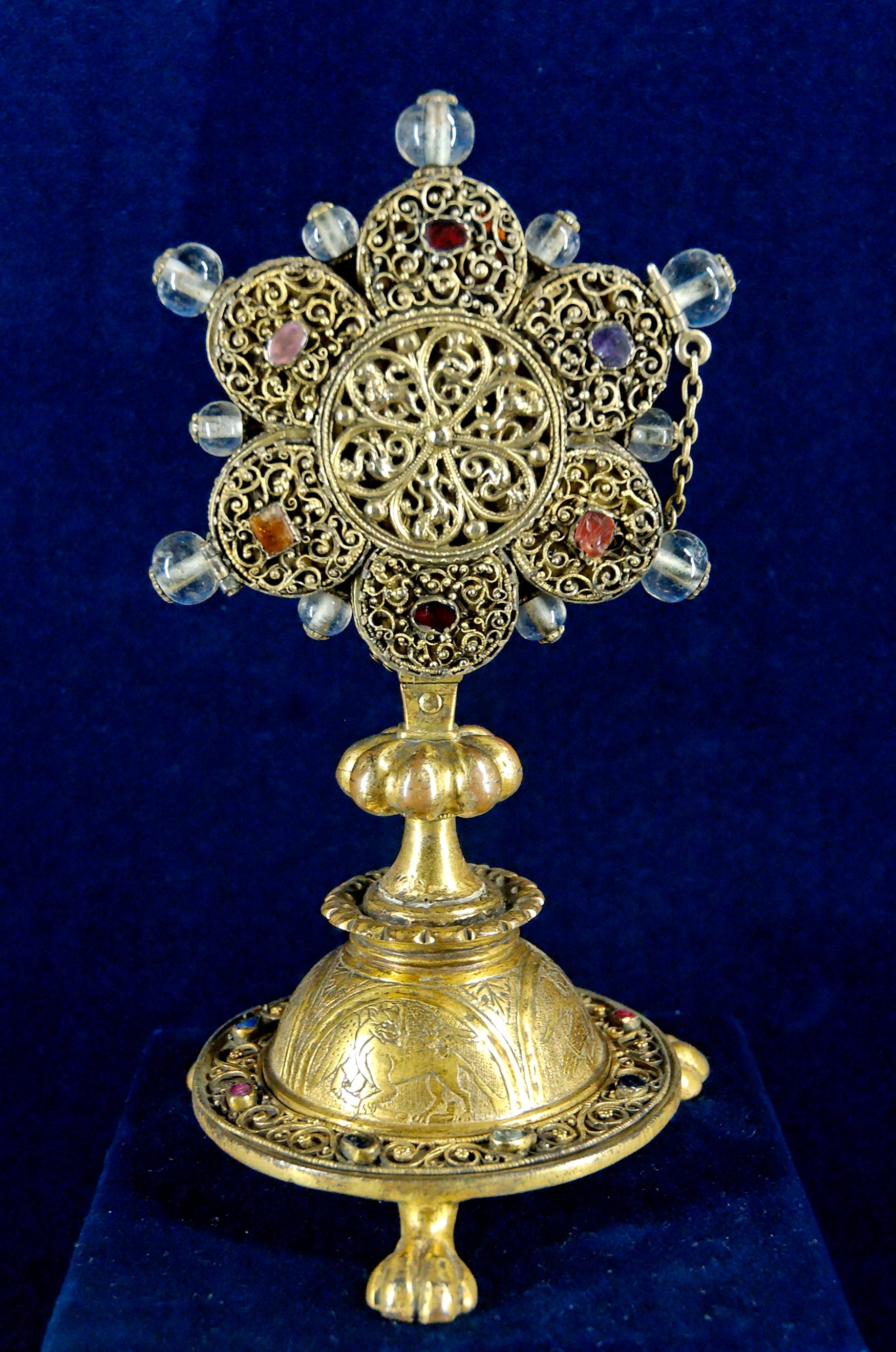
Le reliquaire de Notre-Dame de Termonde, chef-d'œuvre d'orfèvrerie du XIII (vers 1220-1230), est fait d'argent doré, de nielle et pierres précieuses (rubis et saphirs).

- L'hôtel de ville et son beffroi (ancienne Halle aux draps) : détruit en 1914, il a été reconstruit après la guerre, en 1920 ;
- La Halle aux viandes de Termonde ;
- Le Béguinage Saint-Alexis. On accède au béguinage par un pont qui enjambe la Dendre. Ses 61 maisons du XVIIe siècle s'ordonnent autour d'un jardin et d'une chapelle. Un musée expose du mobilier et des objets d'époque ;
- L'abbaye des Saints-Pierre-et-Paul. Fondée en 1837 par un moine bénédictin, après la chute de l'abbaye d'Affligem. La bibliothèque est très connue et contient un manuscrit original de Hildegarde de Bingen, le Dendermonde Codex ;
- L'église Saint-Gilles. Il s'agit d'une ancienne abbatiale cistercienne, dont subsiste le cloître, classé par la commission royale des Monuments et des Sites.

## Sections de la commune
Les anciennes communes de Appels et Saint-Gilles-lez-Termonde ont fusionné avec Termonde en 1971, Baesrode, Grembergen, Mespelare, Audeghem et Schoonaarde en 1977.
| #  | Section                          | Superf. (km²) | Habitants (2020) | Habitants par km² | Code INS |
| -- | -------------------------------- | ------------- | ---------------- | ----------------- | -------- |
| 1. | Dendermonde (I)                  | 8,20          | 9.527            | 1.162             | 42006A   |
| 2. | Appels (II)                      | 3,87          | 2.843            | 735               | 42006B   |
| 3. | Baesrode (III)                   | 8,23          | 6.387            | 776               | 42006E   |
| 4. | Grembergen (IV)                  | 9,92          | 7.216            | 727               | 42006D   |
| 5. | Mespelare (V)                    | 1,98          | 544              | 275               | 42006G   |
| 6. | Audeghem (VI)                    | 7,25          | 4.109            | 567               | 42006F   |
| 7. | Schoonaarde (VII)                | 5,64          | 2.441            | 433               | 42006H   |
| 8. | Saint-Gilles-lez-Termonde (VIII) | 10,59         | 12.882           | 1.216             | 42006C   |

## Héraldique
|  | La ville possède des armoiries qui lui ont été octroyées le 7 octobre 1818 et confirmées le 31 juillet 1838 ainsi que le 31 juillet 1974 et à nouveau le 19 juin 1989. Elles proviennent des armoiries des seigneurs de Béthune, devenus seigneurs de Termonde en 1227. La famille Béthune utilisait différentes armoiries avant 1227 et il a été supposé que celles-ci provenaient des armoiries de la ville. Malheureusement, rien n'indique que les anciens seigneurs de Termonde ni la ville aient utilisé ces armoiries. La plus ancienne utilisation connue des armoiries date de 1229. Les armoiries apparaissent également sur les petits sceaux de la ville au XIIIe siècle. Le grand sceau a montré une ville derrière un mur. La plupart des autres sceaux montraient les armoiries comme unique élément, parfois comme un petit écu sur les tours. Les armoiries apparaissent sur les grands sceaux depuis 1412. Les armoiries n’ont donc pas changé depuis le XVe siècle. Les armoiries furent accordées pour la première fois par le Collège néerlandais des armoiries en 1818 et confirmées par le roi Léopold Ier après l'indépendance de la Belgique en 1838. En 1974 et 1989, les armoiries ont de nouveau été confirmées en raison de la fusion des communes intervenus en 1970 et 1977. Blasonnement : D’argent à la fasce de gueules. L'écu timbré d'une couronne murale à cinq tours d'or et tenus par deux lions du même. Source du blasonnement : Heraldy of the World. |

## Démographie

### Évolution démographique: Avant la fusion des communes
- Sources : INS, Rem. : 1831 jusqu'en 1970 = recensements[8].

### Évolution démographique de la commune fusionnée
Graphe de l'évolution de la population de la commune. Les données ci-après intègrent les anciennes communes dans les données avant la fusion en 1977.
- Source : DGS - Remarque : 1831 jusqu'à 1981 = recensement ; depuis 1990 = nombre d'habitants chaque 1er janvier[9]

## Transport
- Gares ferroviaires de Baasrode-Sud, Oudegem, Schoonaarde et Termonde.

## Affaires criminelles

### Disparition de sœur Gabrielle
Le chanoine Gaston Mornie, impliqué en 1982 dans la disparition de sœur Gabrielle du couvent des Saints-Vincent et Paul à Termonde et accusé d'agressions sexuelles n'a pas été jugé mais a terminé sa vie dans un institut psychiatrique en 2011.

### Tuerie de Termonde
Le 23 janvier 2009, armé d'un couteau, Kim De Gelder s'introduit dans une crèche du centre-ville et y tue deux bébés de moins d'un an et une puéricultrice de 54 ans,. Il blesse également une dizaine d'autres enfants. Ce triple meurtre fait suite à l'assassinat d'une septuagénaire par le même individu quelques jours plus tôt, le 16 janvier 2009. Interpellé le jour des faits, son procès débute le 22 février 2013 devant la cour d'assises de Gand pour se prolonger jusqu'au 22 mars 2013 suivant, date à laquelle il est reconnu coupable et condamné à la réclusion à perpétuité,.

## Personnalités nées à Termonde
- Léon de Bruyn, homme politique, ministre de l'Agriculture, de l'Industrie et des Travaux publics, 1888-1899.
- Norbert De Batselier, homme politique, membre du SP.A
- Rosiana Coleners
- Augustin de Behault du Carmois (1810-1856), bourgmestre de Termonde (1852-1856), colonel de la Garde civique de Termonde, Croix de Fer[19].
- Franz Courtens (1854-1943), peintre
- Louis De Lentdecker (1924-1999), journaliste
- Timothy Derijck (1987), footballeur
- Pierre-Jean De Smet (1801-1873), jésuite missionnaire
- Geert De Vlieger, footballeur
- Lodewijk Dosfel (1881-1925), poète et dramaturge
- Pieter Gorus (1881-1941), peintre belge
- Kristof Imschoot, footballeur
- Laurens De Bock, footballeur
- Jan Lenssens, homme politique, membre du CVP et ancien ministre flamand
- Clément Loret (1833-1909), organiste et compositeur.
- Eddy Peelman, coureur cycliste
- Caroline Maes, joueuse de tennis
- Tim De Meersman, footballeur
- Georges Rutten (Père Ceslas), syndicaliste, homme politique
- Léon Spanoghe (1874-1930), peintre belge
- Rafaël Troch (1960-2011), acteur et metteur en scène
- Florimond Van Duyse, ethno-musicologue
- Jef Van Extergem (1898-1945), fondateur du Parti Communiste Flamand (Vlaamse Kommunistische Partij)
- Preben Van Hecke (1982), coureur cycliste
- Kim Van Hee (1978), chanteuse (sous le pseudo de Kim Kay)
- Lynn Van Royen (nl) (1989), actrice
- Annelies Verbeke (1976), écrivain
- Jan Verhas (1834-1896), peintre
- Franz Verhas (1827-1897), peintre
- Guy Verhofstadt, homme politique, membre du VLD, ex-Premier ministre
- Marc Verwilghen, homme politique, membre du VLD
- Willem Kerrickx de Oude (1652-1719), sculpteur
- Paul Hendrickx (1906-1961), homme politique

## Folklore

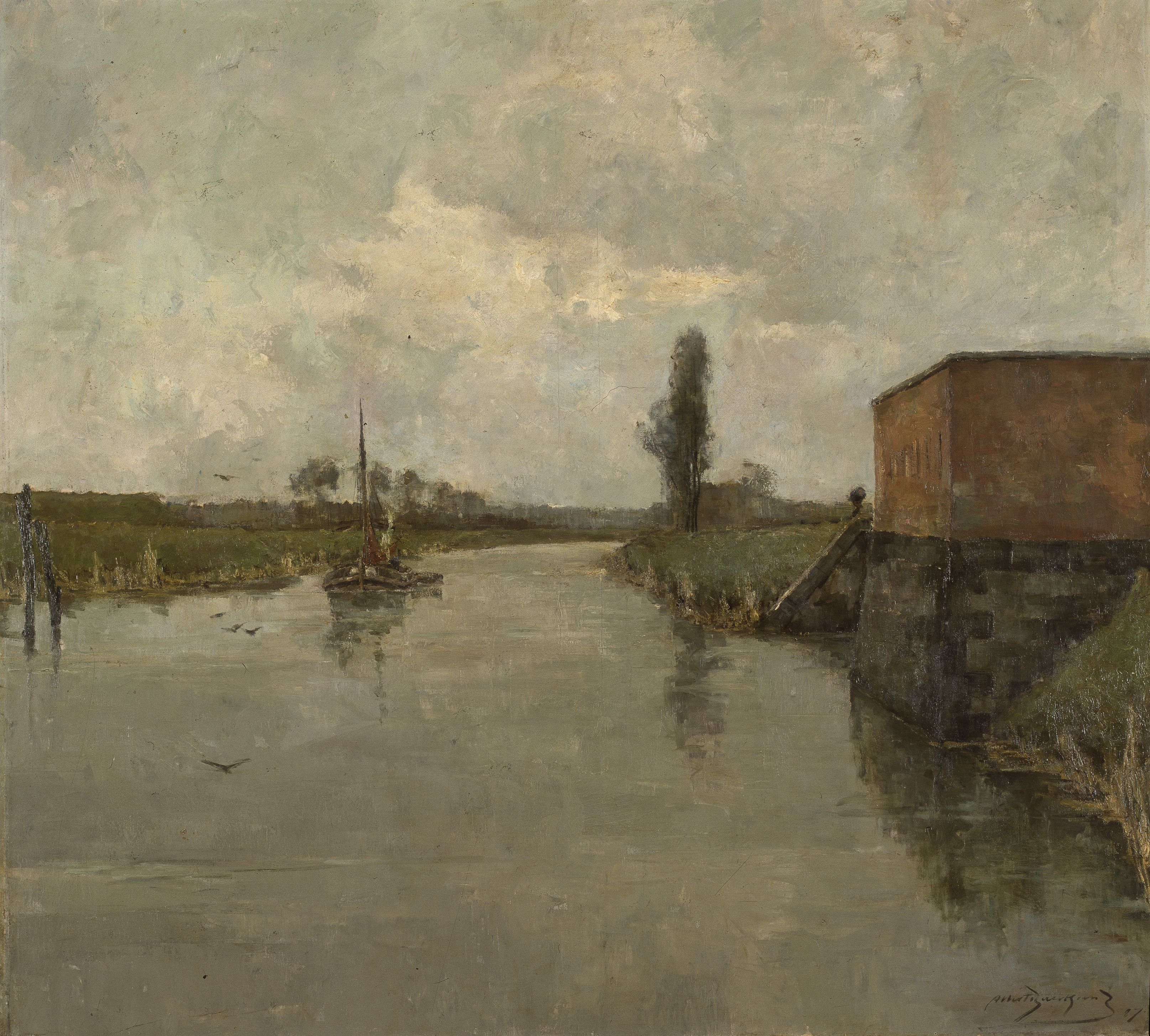
Vue des environs de Termonde, 1887
Albert Baertsoen
Musée des Beaux-Arts de Gand

Termonde est le cadre d'un grand cortège carnavalesque le dimanche 42 jours avant Pâques. Musique : principalement du folk. Tous les dix ans a lieu l'ommegang, reconnue par l'Unesco comme patrimoine culturel immatériel de l'humanité.

## Sport
Rugby à XV
- Dendermondse Rugby Club (évolue en D1 belge)

Handball
- HBC Termonde (évolue en Promotion)

Cyclo-cross
- Ambiancecross